# River Island
River Island – brytyjskie przedsiębiorstwo zajmujące się produkcją i sprzedażą detaliczną odzieży. Siedziba przedsiębiorstwa znajduje się w Londynie.
Przedsiębiorstwo zostało założone w 1948 roku. Początkowa nazwa przedsiębiorstwa – Chelsea Girl, Ltd. została w 1988 roku zmieniona na obecną – River Island Clothing Co., Ltd.
Obecnie sieć River Island liczy ok. 300 sklepów (w tym franczyzowych) na terenie Wielkiej Brytanii i Irlandii, a także w niektórych państwach europejskich i azjatyckich.